# 徳島県の観光地

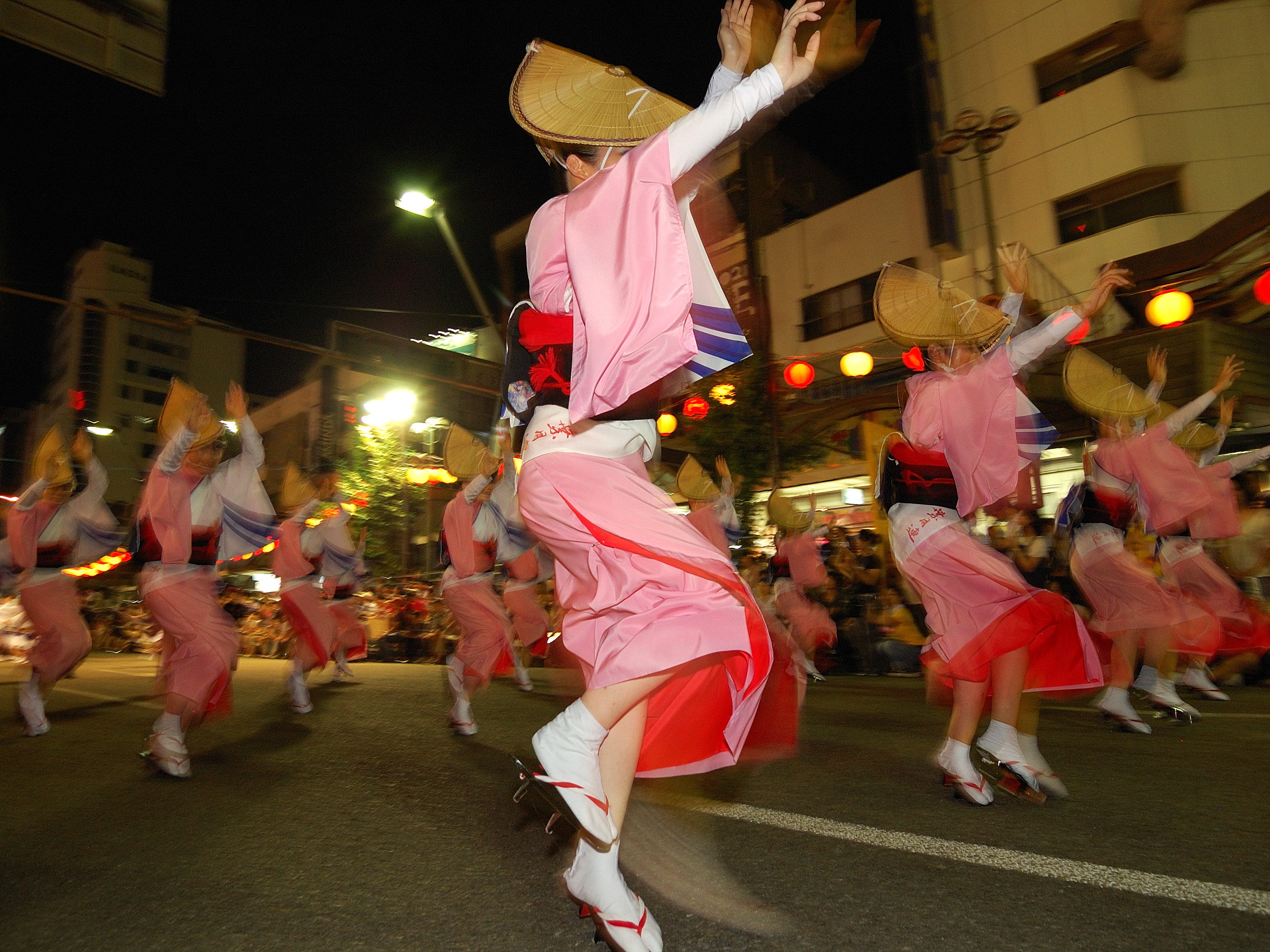
阿波踊り

徳島県の観光地（とくしまけんのかんこうち）は、徳島県内の主要な観光地に関する項目である。

## 対象別

### 文化財等

#### 国宝
該当なし

#### 国の名勝
- 阿波国分寺庭園（徳島市）[1]
- 旧徳島城表御殿庭園（徳島市）
- 鳴門（鳴門市）
- 大歩危小歩危（三好市）

#### 特別天然記念物
- 加茂の大クス（東みよし町）四国八十八景11番
- カモシカ、オオサンショウウオ、カワウソ（地域を定めない種の指定）

- 阿波国分寺庭園
- 旧徳島城表御殿庭園
- 鳴門
- 加茂の大クス

#### 重要伝統的建造物群保存地区
- 脇町南町 うだつの町並み（美馬市）：四国八十八景8番
- 東祖谷落合 （三好市）
- 出羽島（牟岐町）

#### 重要文化的景観
- 樫原の棚田及び農村景観（上勝町）

- 脇町南町うだつの町並み
- 東祖谷落合
- 出羽島
- 樫原の棚田及び農村景観

#### 重要文化財・史跡等
- 重要文化財 丈六寺本堂
- 重要文化財箸蔵寺本殿
- 国の史跡 徳島城

#### 登録記念物
- 南海地震徳島県地震津波碑　19基（徳島市、小松島市、阿南市、那賀町、美波町、牟岐町、海陽町）

#### 文化施設
博物館・美術館
水族館
- モラスコむぎ（四国八十八景20番）

- 徳島県立博物館
- 鳴門市ドイツ館
- 大塚国際美術館
- モラスコむぎ

#### その他
- 四国八十八箇所霊場
- とくしま88景
- にし阿波の傾斜地農耕システム（世界農業遺産）

### 公園等

#### 国立・国定・国営公園
- 国立公園
  - 瀬戸内海国立公園
- 国定公園
  - 室戸阿南海岸国定公園
  - 剣山国定公園：剣山山頂からの展望は四国八十八景15番

- 瀬戸内海国立公園（鳴門海峡）
- 剣山国定公園（剣山）
- 剣山国定公園（祖谷渓）
- 室戸阿南海岸国定公園（蒲生田岬）

#### 県立自然公園
- 箸蔵県立自然公園
- 土柱高越県立自然公園（土柱：四国八十八景7番）
- 大麻山県立自然公園
- 奥宮川内谷県立自然公園
- 東山渓県立自然公園
- 中部山渓県立自然公園
- 徳島県立青少年の森

- 土柱高越県立自然公園（阿波の土柱）
- 大麻山県立自然公園（大麻山）
- 東山渓県立自然公園（中津峰山）
- 中部山渓県立自然公園（雨乞の滝）

#### 県立都市公園
- 徳島県文化の森総合公園
- 徳島県立神山森林公園
- 徳島県立月見ヶ丘海浜公園
- 徳島県鳴門総合運動公園
- 徳島県南部健康運動公園

- 徳島県立月見ヶ丘海浜公園
- 徳島県文化の森総合公園
- 徳島県鳴門総合運動公園

#### 大型公園・動物園・植物園・遊園地
大型公園
動物園・植物園・遊園地
- とくしま動物園
- とくしま植物園
- とくしまファミリーランド

- 阿波史跡公園
- 西部公園
- とくしま動物園
- とくしまファミリーランド

#### 恋人の聖地
- 牛岐城址公園（徳島県唯一の恋人の聖地）

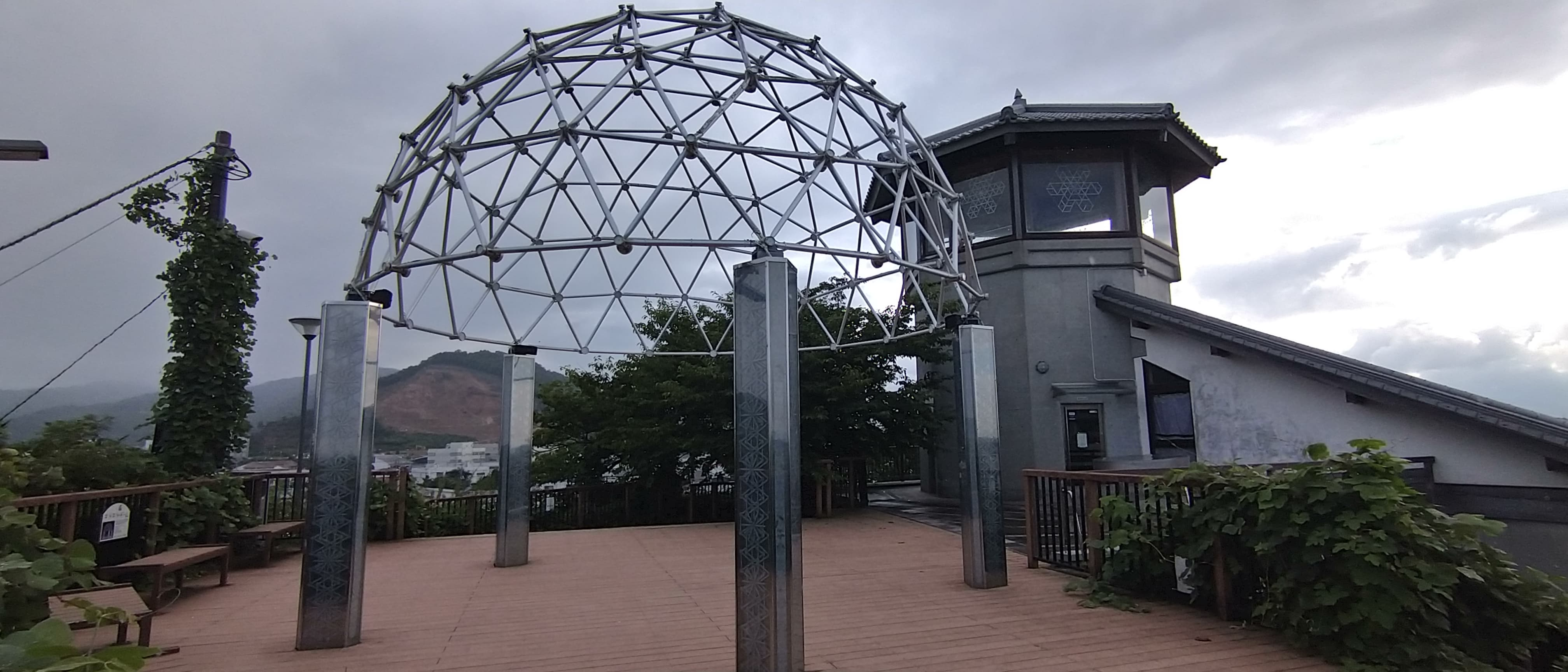
牛岐城址公園

### 祭事・行事
- 阿波踊り
- 阿波の狸まつり
- えびす祭り
- 小松島港まつり
- 七夕バルーンリリース
- 徳島ジャズストリート
- 西祖谷の神代踊
- はな・はる・フェスタ
- ビッグひな祭り
- 吉野川フェスティバル

- えびす祭り
- 小松島港まつり
- ビッグひな祭り
- 吉野川フェスティバル

## 地域別

### 東部

#### 徳島・小松島
- 徳島市 - 阿波おどり会館、眉山｛眉山ロープウェイ（四国八十八景4番）、パゴダ平和記念塔など｝、人形浄瑠璃（阿波十郎兵衛屋敷、阿波木偶人形会館など）、観音寺、常楽寺、阿波国分寺、大日寺、諏訪神社、徳島城、徳島市総合動植物公園（とくしま動物園、とくしま植物園、とくしまファミリーランド）、井戸寺、鳴滝、徳島中央公園、徳島県文化の森総合公園、丈六寺、しんまちボードウォーク、新町川水際公園、アスティとくしま、ひょうたん島一周遊覧船（四国八十八景3番）、徳島市阿波おどり、えびす祭り、はな・はる・フェスタ、とくしまマラソン、徳島ひょうたん島水都祭、吉野川フェスティバル、阿波の狸まつり、徳島ジャズストリート、とくしまマルシェ、マチ★アソビ、七夕バルーンリリース、蜂須賀まつり、阿波ポップス大祭、徳島ジャズストリート、眉山山頂秋フェスタ
- 佐那河内村 - 大川原高原（四国八十八景16番）、徳島県立佐那河内村いきものふれあいの里
- 石井町 - 地福寺の藤
- 神山町 - 焼山寺、神山温泉、明王寺のしだれ桜、徳島県立神山森林公園（四国八十八景5番）、雨乞の滝、ゆうかの里
- 小松島市 - 立江寺、みはらしの丘あいさい広場、恩山寺、小松島港まつり
- 勝浦町 - 鶴林寺、ビッグひな祭り
- 上勝町 - 慈眼寺、徳島県立高丸山千年の森

- パゴダ平和記念塔
- 眉山
- 徳島県立神山森林公園
- ゆうかの里

#### 鳴門・板野
- 鳴門市 - 大塚国際美術館、鳴門海峡の渦潮、鳴門山・鳴門公園（渦の道（四国八十八景1番）、徳島県立大鳴門橋架橋記念館、エスカヒル鳴門など）、霊山寺、極楽寺、大鳴門橋、大麻比古神社、鳴門市ドイツ館、鳴門ガレの森美術館、お茶園展望台、四方見展望台、鳴門ウチノ海総合公園、レストラン カリフォルニアテーブル（四国八十八景2番）、鳴門市納涼花火大会、鳴門市阿波おどり
- 板野町 - 金泉寺、地蔵寺、大日寺、あすたむらんど徳島
- 上板町 - 安楽寺、乳保神社のイチョウ
- 北島町 - 北島チューリップ公園
- 松茂町 - 徳島県立月見ヶ丘海浜公園・月見ヶ丘海水浴場、松茂町歴史民俗資料館・人形浄瑠璃芝居資料館
- 藍住町 - 藍の館、住吉神社

- 霊山寺
- あすたむらんど徳島
- 北島チューリップ公園

#### 中央地区
- 吉野川市 - 藤井寺、川島公園（川島城、岩の鼻展望台は四国八十八景6番）、吉野川市納涼花火大会
- 阿波市 - 阿波の土柱、切幡寺、熊谷寺、阿波市立土成歴史館、秋月城址

- 川島城
- 川島公園・岩の鼻展望台
- 切幡寺

### 西部

#### 美馬
- 美馬市 - 重伝建脇町南町と脇町劇場、寺町（安楽寺、西教寺など）、脇町広棚のシバザクラ、四国三郎の郷、吉野川、竜王山、本楽寺（四国八十八景9番）
- つるぎ町 - 道の駅貞光ゆうゆう館、鳴滝、二層うだつの町並み（四国八十八景10番）

- 脇町劇場
- 本楽寺
- 脇町広棚花の里
- 鳴滝

#### 三好
- 三好市 - 祖谷のかずら橋、祖谷渓（小便小僧像など）、剣山、大歩危・小歩危（大歩危観光遊覧船（四国八十八景13番）など）、奥祖谷二重かずら橋（四国八十八景14番）、新祖谷温泉、道の駅大歩危・ラピス大歩危、祖谷温泉、琵琶の滝、阿波池田うだつの家・たばこ資料館、奥祖谷観光周遊モノレール、平家屋敷民俗資料館、雲辺寺・雲辺寺山、井川スキー場腕山、西祖谷の神代踊
- 東みよし町 - 吉野川サービスエリア、加茂の大クス、水の丸ふれあい公園（四国八十八景12番）

- 祖谷のかずら橋
- 大歩危
- 小歩危

### 南部

#### 那賀
- 阿南市 - 太龍寺、蒲生田岬、牛岐城址公園、平等寺（四国八十八景18番）、橘けんかだんじり祭り
- 那賀町 - 太龍寺ロープウェイ（四国八十八景17番）、木頭の福寿草、大釜の滝、エキサイティング・サマー・イン・ワジキ、きさわ樹氷まつり

- 太龍寺ロープウェイ
- 蒲生田岬
- 大釜の滝

#### 海部
- 牟岐町 - モラスコむぎ、大島、牟岐・出羽島アート展
- 美波町 - 薬王寺（四国八十八景19番）、道の駅日和佐、大浜海岸、日和佐うみがめ博物館カレッタ、南阿波サンライン、日和佐城、田井の浜、千羽海崖
- 海陽町 - 竹ヶ島海中公園（四国八十八景21番、海洋自然博物館マリンジャムなど）、轟九十九滝、宍喰八坂神社、道の駅宍喰温泉、まぜのおかオートキャンプ場、八坂寺

- モラスコむぎ 松ヶ磯
- 大浜海岸
- 千羽海崖
- 八坂寺